# Stanislas Clastrier
Stanislas Clément Clastrier né à Montagnac le 5 mai 1857 et mort à Marseille le 13 août 1925 est un sculpteur français.

## Biographie
Stanislas Clastrier fait son apprentissage de sculpteur à Marseille puis se rend à Paris pour suivre les cours aux Beaux-Arts où il est élève de François Jouffroy et d'André Allar. Il expose au Salon de 1878 à 1889 et s'établit à Marseille en 1883.
Il exécute les portraits de Camille Pelletan (1891), Hyppolite Pépin pour la chambre de commerce de Saint-Étienne, Érasme Guichet à Châteauneuf-les-Martigues, Augustin Fabre pour les archives municipales de Marseille. Il sculpte également des frontons pour divers monuments publics ou privés.
Après la Première Guerre mondiale, il sculpte les monuments aux morts pour Les Pennes-Mirabeau, Peypin, Rognac, Saint-Zacharie, Vitrolles et pour les quartiers de Saint-André et Saint-Antoine à Marseille.

### Travaux de restauration
Professeur à l'École des beaux-arts de Marseille entre 1904 et 1926, Stanislas Clastrier réalise pour cette ville divers travaux de restauration. En 1913, il remplace par un moulage les armoiries de la ville sculptées par Pierre Puget qui surmontaient le balcon de la façade principale de l'hôtel de ville. Ce moulage ne pouvant pas être conservé fut remplacé en 1968 par une copie réalisée par le sculpteur Paul Mérindol.
Il procède au démontage du plafond de la bibliothèque du couvent des prêcheurs qui se trouvait près de l'église Saint-Cannat et le remonte au pavillon des arts du parc Chanot. Le panneau central représente saint Dominique chassant l'hérésie, avec aux angles les quatre évangélistes (saint Matthieu, saint Marc, saint Luc et saint Jean) et sur les panneaux latéraux les quatre pères de l'Église (Grégoire le Grand, saint Ambroise, saint Jérôme et saint Augustin).

### Archéologie
Membre de la Société préhistorique française, Stanislas Clastrier s'adonne également à l'archéologie. Il achète un terrain dans le 15e arrondissement de Marseille et, à l'occasion de travaux de débroussaillement, y découvre l'ancien oppidum de Verduron et plusieurs grottes du néolithique, dont la grotte Crispine. Ses travaux font l'objet de diverses communications.

## Œuvres
- Marseille :
  - caserne des marins pompiers, boulevard de Strasbourg : L'Eau et Le Feu, mascarons en pierre ornant les deux portes principales de la caserne construite par l'architecte Léonce Muller[5].
  - hôpital de la Timone, fronton de l'ancien asile d'aliénés : Génies découvrant la Science, bas-relief en pierre.
  - hôtel des postes, rue Colbert : décoration de la façade principale située rue Barbusse avec quatre médaillons en pierre représentant les portraits de physiciens à savoir : Charles-Augustin Coulomb, Alessandro Volta, André-Marie Ampère et Michael Faraday.
  - hôtel de préfecture des Bouches-du-Rhône : Charles Jean Marie Barbaroux, statue en pierre ornant la façade ouest. Cette statue a remplacé celle de saint Trophime détruite par un obus le 4 juin 1871 lors de la tentative de création d'une commune révolutionnaire à Marseille[6]. L'obus a été tiré par les canons du général Henri Espivent de La Villesboisnet qui avaient pris position sur la colline de la basilique Notre-Dame-de-la-Garde ; les communards sont obligés de se rendre et disent que la Vierge a changé de non et qu'elle est devenue « Notre-Dame de la Bombarde »[7].
  - place du Général-de-Gaulle, immeuble de la Compagnie de navigation Fraissinet : fronton, haut-relief en pierre.
  - place Victor Gelu : Monument à Victor Gelu, 1891, haut-relief en bronze. Le poète marseillais est représenté derrière une table qui lui sert de tribune, le bras droit tendu, en train de déclamer un de ses poèmes. Cette œuvre a été envoyée à la fonte en 1943 sous le régime de Vichy dans le cadre de la mobilisation des métaux non ferreux[8].

Œuvres de Stanislas Clastrier
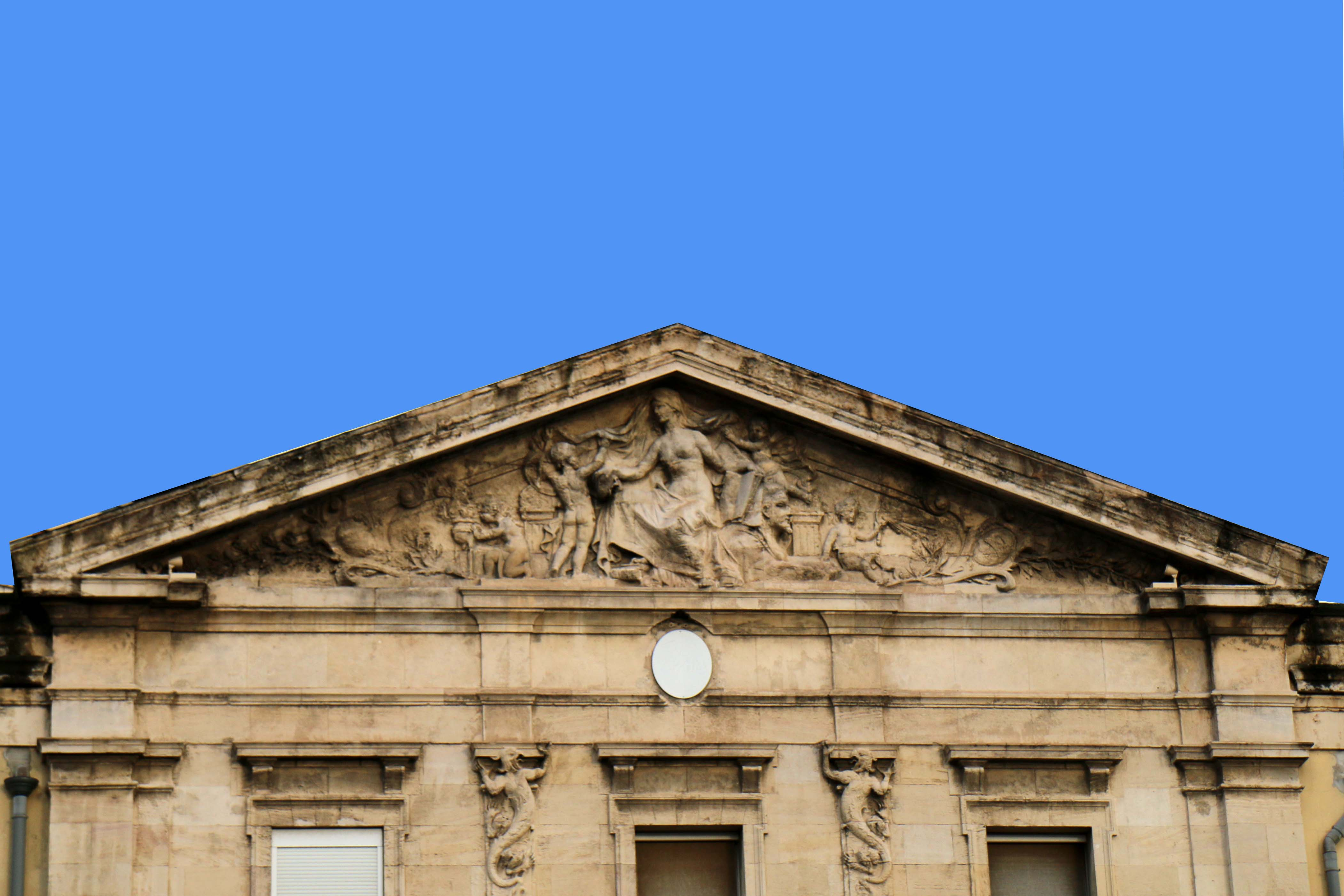
Génies découvrant la Science, Marseille, ancien hôpital de la Timone.
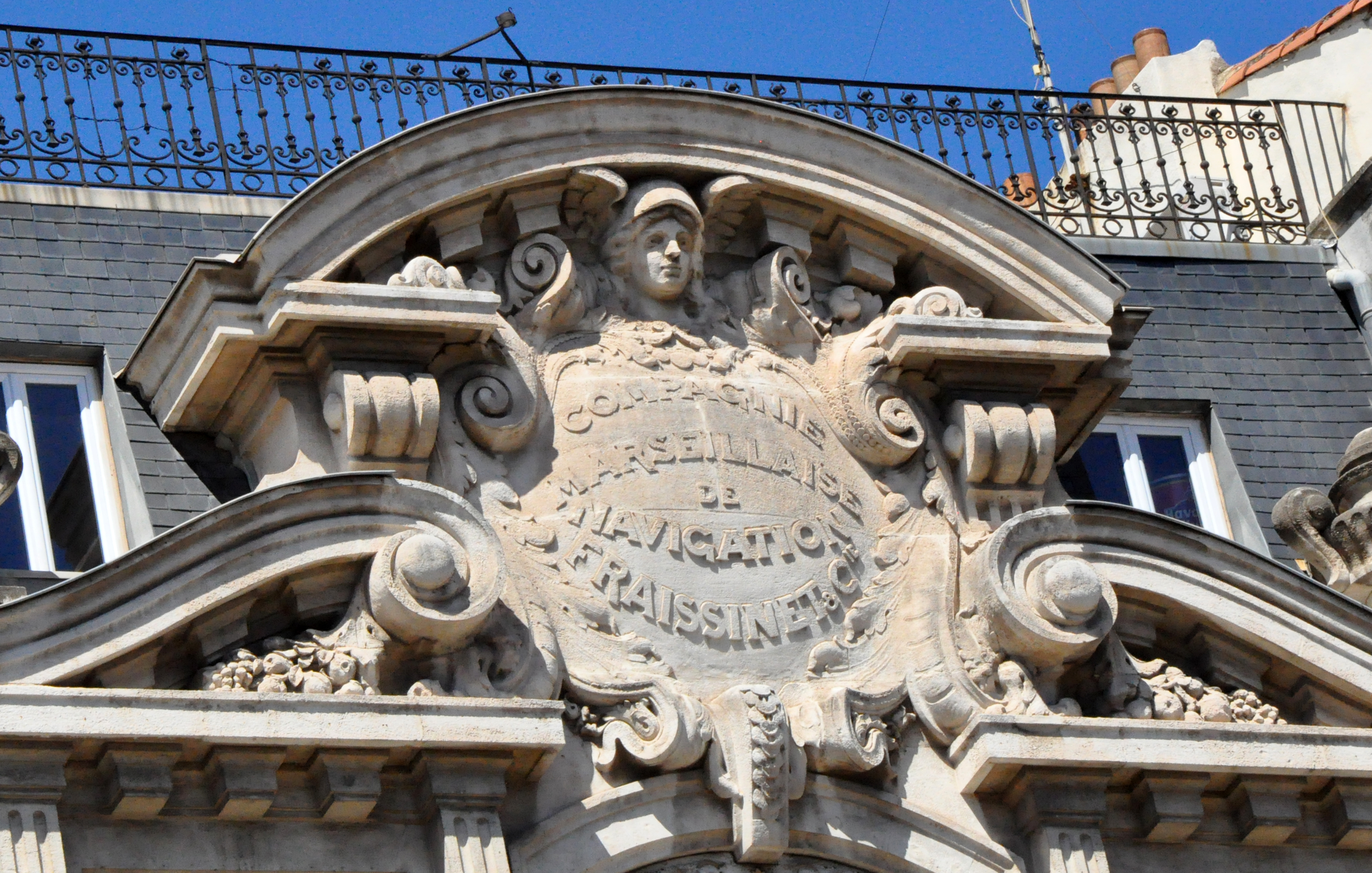
Fronton de la Compagnie de navigation Fraissinet, Marseille, place du Général-de-Gaulle.
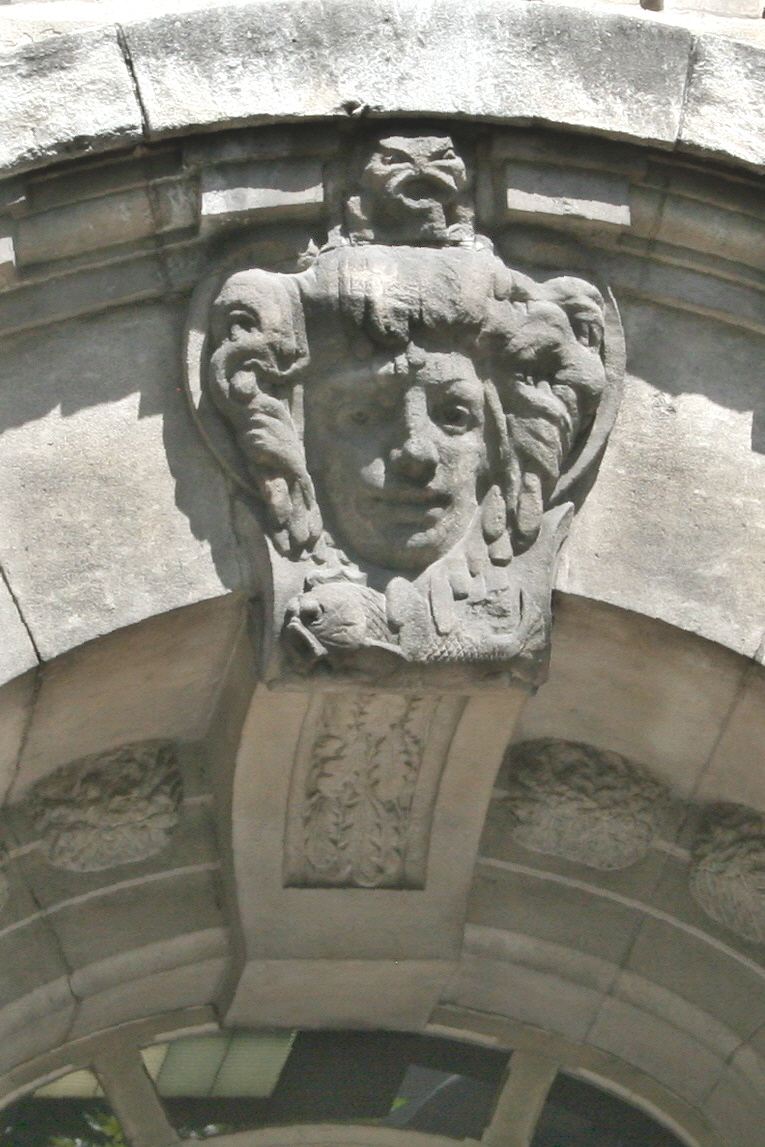
L'Eau, Marseille, caserne des marins pompiers.
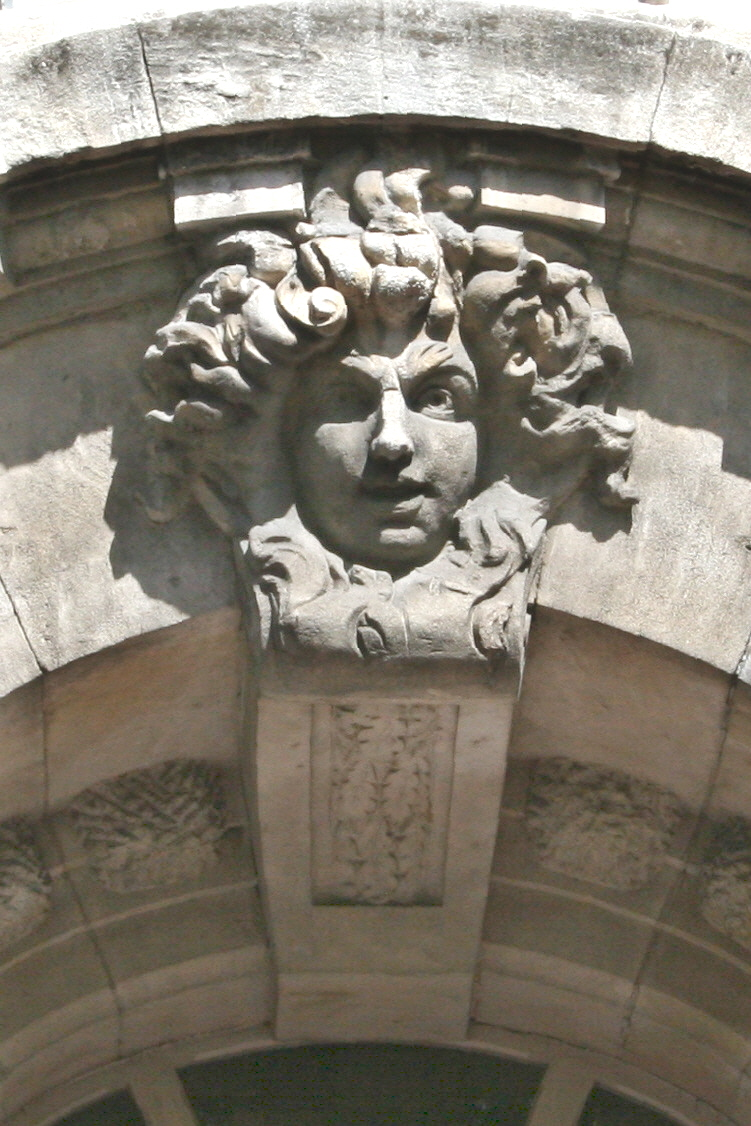
Le Feu, Marseille, caserne des marins pompiers.
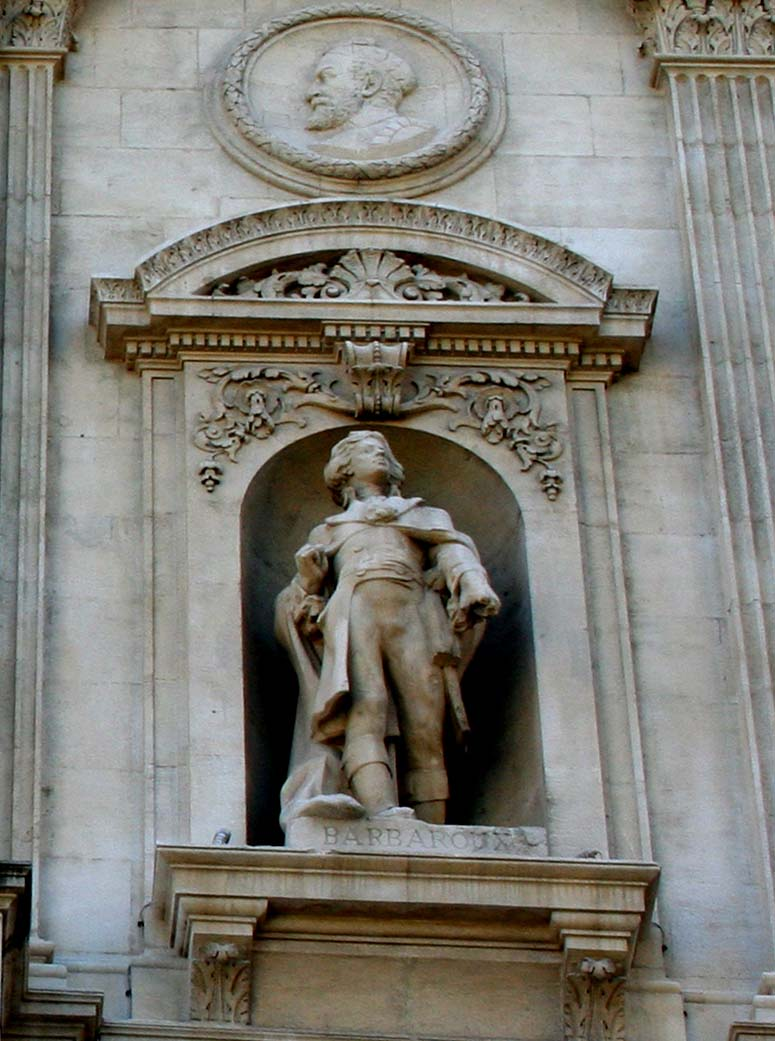
Charles Jean Marie Barbaroux, façade ouest de la l'hôtel de préfecture des Bouches-du-Rhône à Marseille.

Hôtel des postes, rue Colbert à Marseille
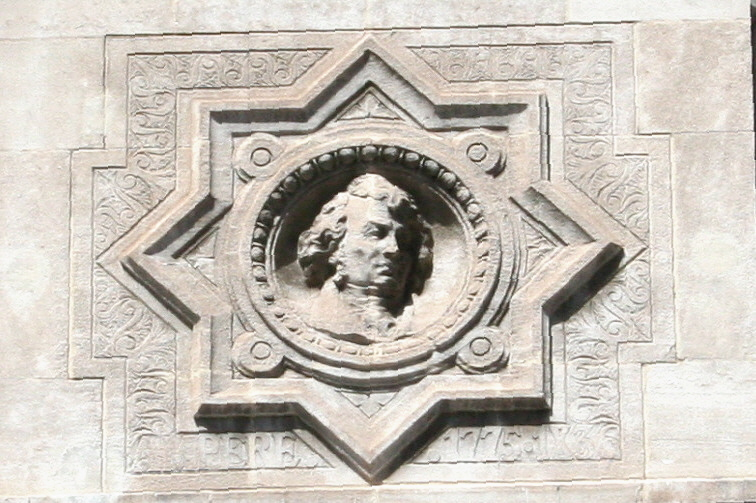
Ampère
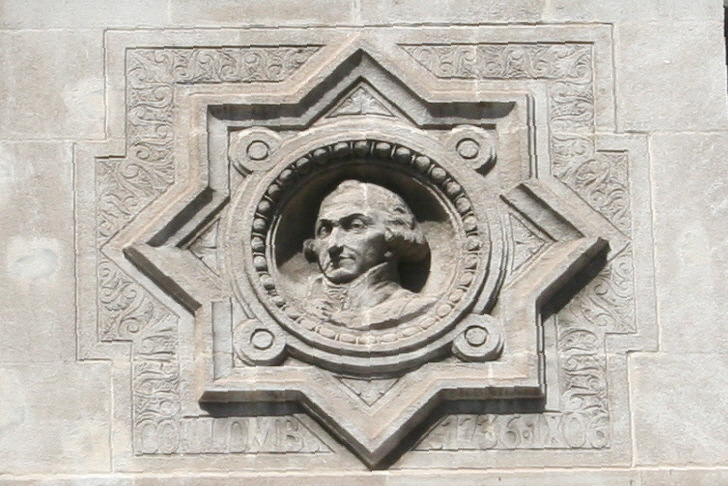
Coulomb
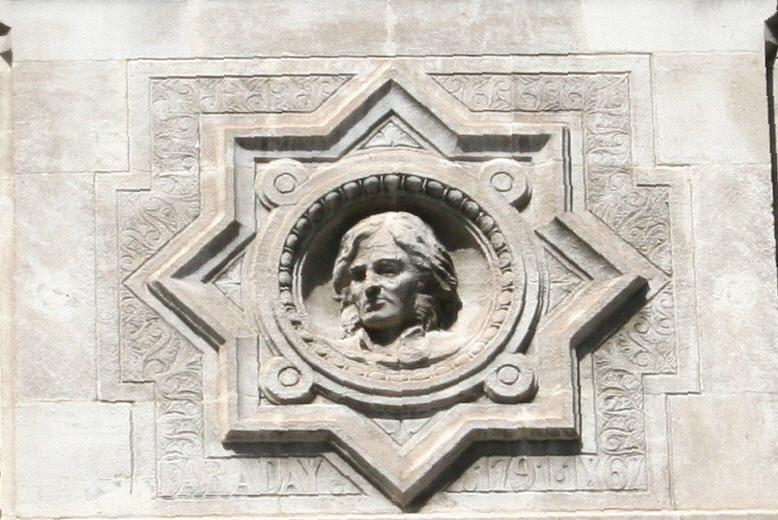
Faraday
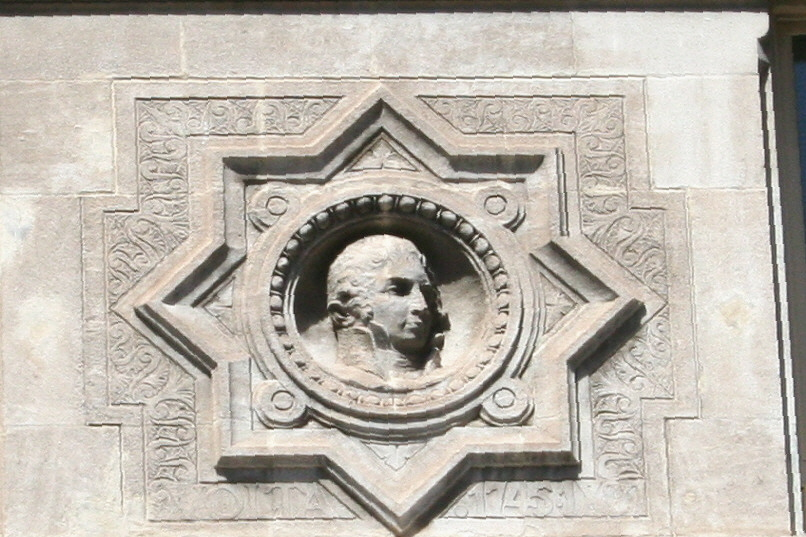
Volta